# Yūma Takahashi
Yūma Takahashi (japanisch 高橋 悠馬 Takahashi Yūma; * 25. April 1990 in Chiba) ist ein japanischer Fußballspieler.

## Karriere
Takahashi begann mit Fußball in der Jugendmannschaft von JEF United Chiba und erhielt dort auch seinen ersten Profivertrag, wurde allerdings nur in der Reservemannschaft in der J3 League eingesetzt. Im Jahr 2011 spielte er für SP Kyōto FC und wechselte Anfang 2012 zu Grulla Morioka in die vierte Liga. Am Ende der Saison 2013 stieg der Verein in die J3 League auf.
Ende 2016 wurde Takahashi entlassen und ist aktuell (Stand 2022) vereinslos.